# ロバート・セルマー・バーグランド
ロバート・セルマー・バーグランド（Robert Selmer Bergland, 1928年7月22日 - 2018年12月9日）は、アメリカ合衆国の政治家。ジミー・カーター政権で第20代アメリカ合衆国農務長官を務めた。

## 生涯
1928年7月22日にミネソタ州ロゾーにおいて誕生した。バーグランドはロゾー近郊の農場で成長し、地元の公立学校で教育を受けた。バーグランドはミネソタ大学農学部で学び、1948年に2年課程を修了した。バーグランドはミネソタ州に600エーカーの農場を所有した。バーグランドは農務省に入り、1961年3月から1963年1月まで農業安定保全局局長を務めた。バーグランドは続いて、1963年1月から1968年5月まで農務省中西部担当部長を務めた。
1968年に連邦下院議員に立候補したが、落選した。1970年にバーグランドは民主党から連邦下院議員に立候補し、当選した。バーグランドは1972年・1974年・1976年にも再選を果たした。1977年1月22日に連邦下院議員を辞任した。バーグランドは連邦議会において下院農業委員会の委員を務め、環境保全調査小委員会と家畜穀物酪農家禽小委員会に所属した。
1977年1月23日に連邦下院議員を辞任した後は、ジミー・カーター政権で農務長官に任命された。同郷で親友であったウォルター・モンデールは同政権で副大統領職に就いている。バーグランドはカーター大統領の任期満了となる1981年1月20日まで農務長官を務めた。
農務長官退任後は1982年までファームランド・ワールド・トレード（Farmland World Trade）社の社長を務めた。2018年12月9日にミネソタ州ロゾー郡の老人ホームにて満90歳で死去した。